# Molenplaat
Molenplaat est une île, réserve naturelle entre le Markiezaatsmeer et le Zoommeer aux Pays-Bas. Elle mesure plus de 150 hectares. La plus grande partie se trouve dans le Brabant-Septentrional, une petite portion est en Zélande.

## Origine
En 1972 il a été décidé de déposer les matériaux issus de la construction du canal de l'Escaut au Rhin. Il s'agit de sable, de limon et de tourbe. En 1988 des boues provenance de la construction du Bathse spuisluis ont aussi été déposées.

## Flore et faune
En 1992 le domaine a été acheté par la Fondation paysagée du Brabant.
En 2003 des orchidées abeille ont été trouvées. 156 espèces de champignons ont été recensées, parmi lesquels des morilles.
On peut rencontrer l'hirondelle de rivage, l'avocette élégante et l'échasse blanche.
Des Pies-grièche grise, et des busards Saint-Martin viennent hiberner.